# Carea albirufa
Carea albirufa är en fjärilsart som beskrevs av George Francis Hampson 1896. Carea albirufa ingår i släktet Carea och familjen trågspinnare. Inga underarter finns listade i Catalogue of Life.